# Reformacja

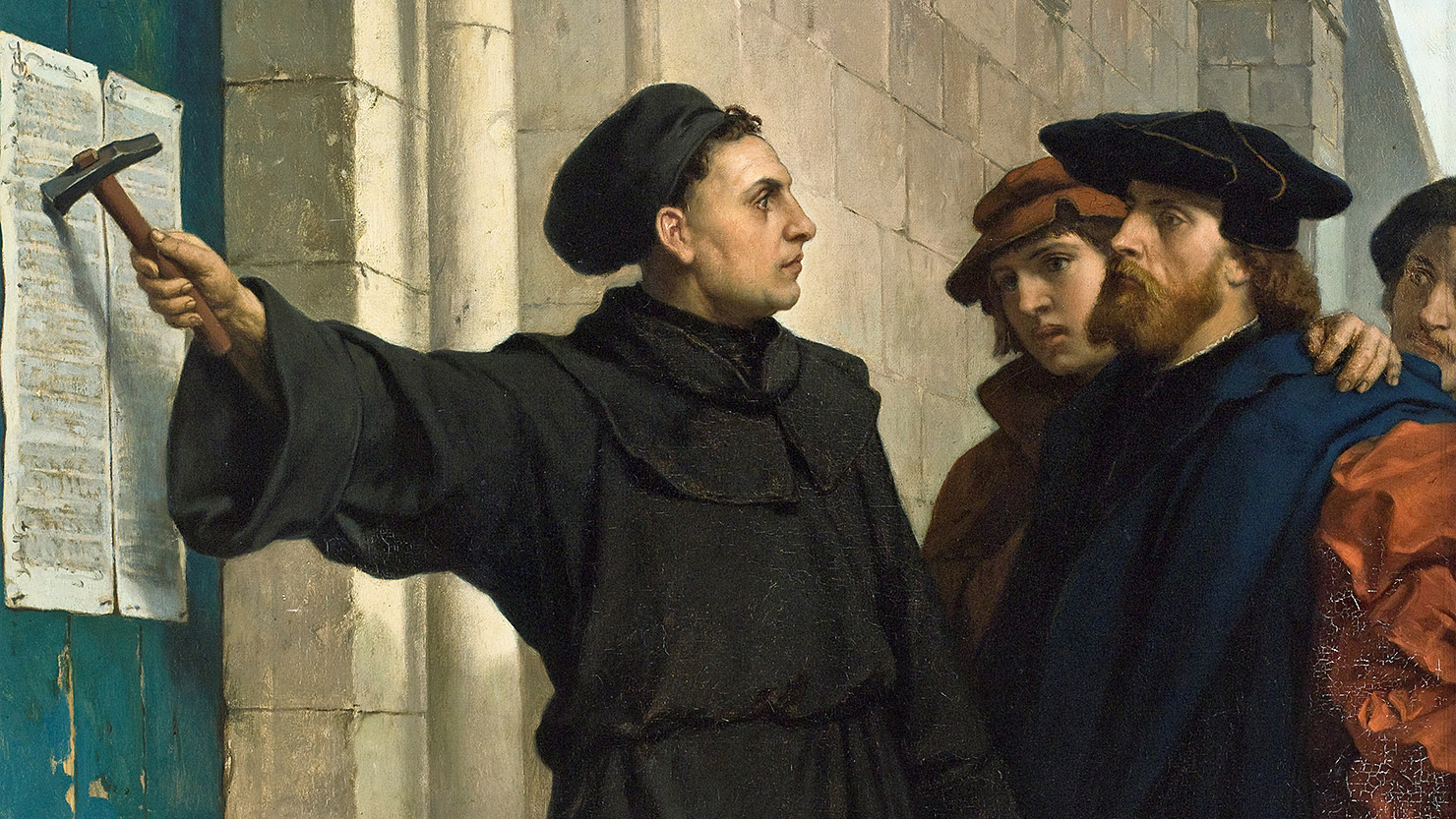
Według tradycji Marcin Luter ogłosił swoje 95 tez przybijając je do drzwi kościoła zamkowego w Wittenberdze.

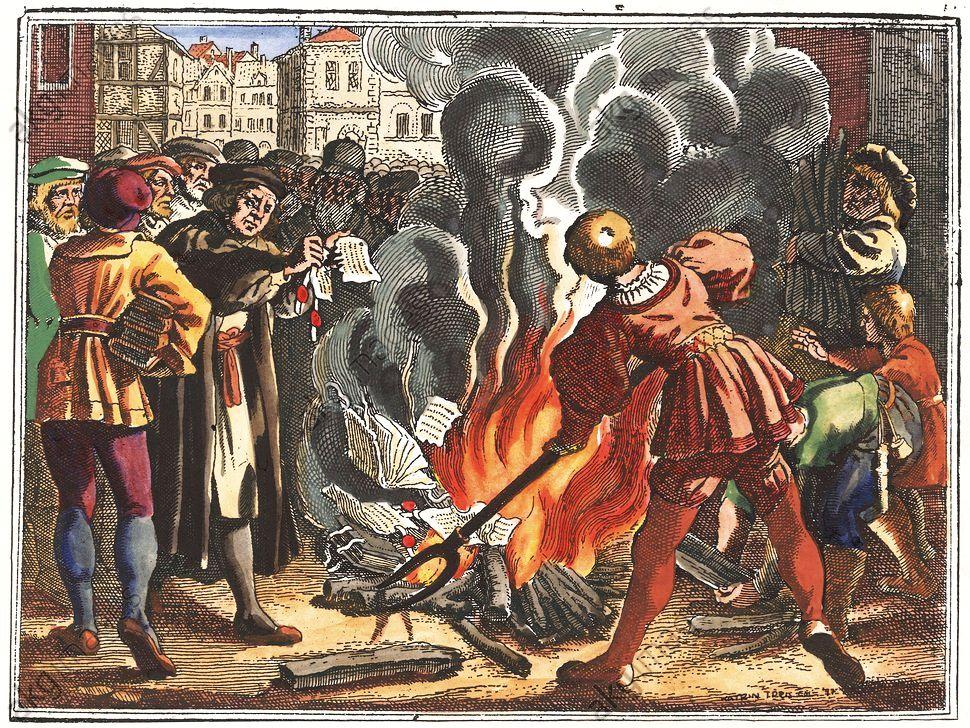
Ostateczne zerwanie Marcina Lutra z Kościołem katolickim nastąpiło w momencie spalenia przez Lutra ekskomunikującej go bulli papieskiej.

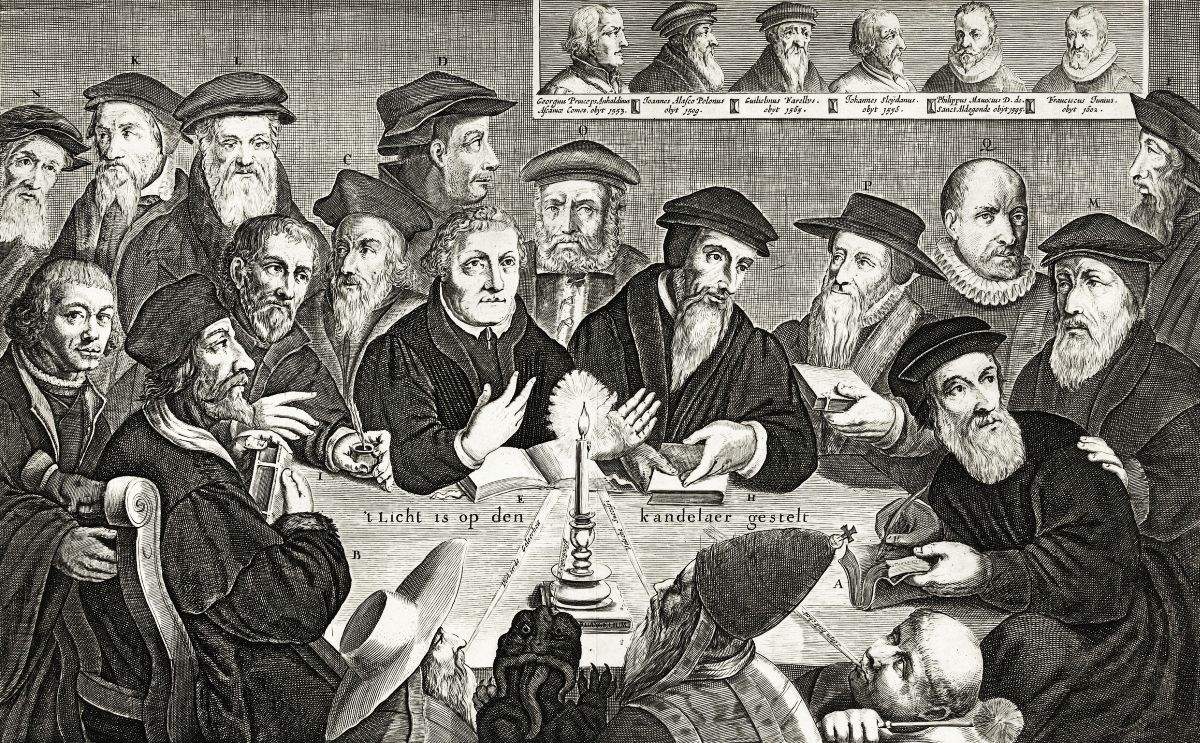
Przedstawiciele reformacji przy wspólnym stole, anonimowa rycina z XVII wieku.

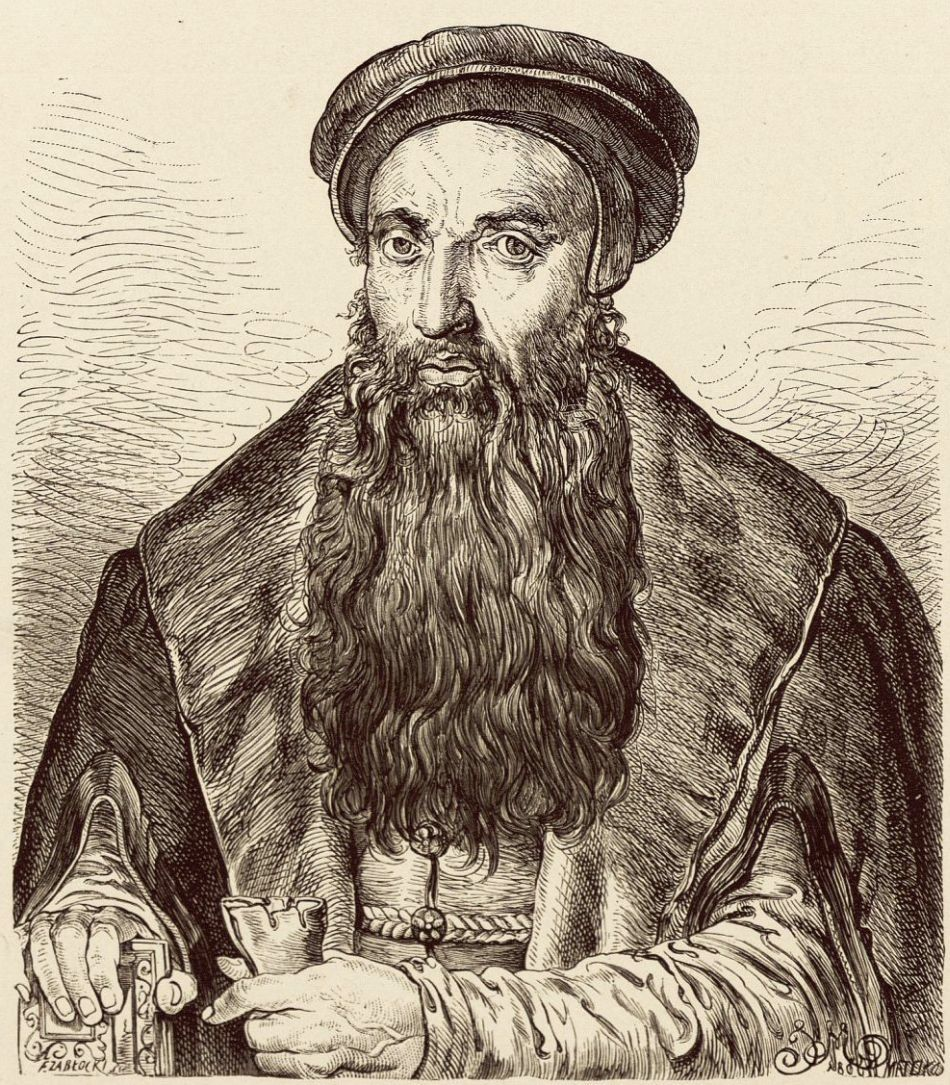
Jan Łaski, na Zachodzie znany jako Johannes a Lasco, był jedynym przedstawicielem polskiej reformacji, który zyskał europejski rozgłos.

Reformacja – ruch religijno-polityczno-społeczny zapoczątkowany przez Marcina Lutra w XVI wieku, mający na celu odnowę chrześcijaństwa. Był reakcją na negatywne zjawiska, które miały miejsce w katolickiej hierarchii kościelnej, a także stanowił opozycję do katolickiej doktryny dogmatycznej. Podwaliny pod wystąpienie Marcina Lutra położyła działalność Jana Husa na początku XV wieku – ruch husycki (husyci) odegrał ważną rolę w rozwoju reformacji.

## Odłamy chrześcijaństwa
W wyniku reformacji wyłoniły się nowe odłamy chrześcijaństwa, m.in.:
Luteranizm – 1517, jego twórcą był Marcin Luter, za jedyną podstawę przyjęto Pismo Święte, dwa sakramenty (komunia, chrzest), głośne czytanie Biblii, śpiewanie psalmów, Kościół instytucją tanią, liturgia w języku narodowym, komunia pod dwiema postaciami (chleb i wino). Zanegował nieomylność papieża, sakrament spowiedzi oraz płatne odpusty (co przysporzyło mu wielu potężnych przeciwników w postaci np. Inkwizycji). Zniósł również celibat.
Anglikanizm – 1534, jego formalnym założycielem był Henryk VIII, który zerwał związki z Rzymem kiedy papież odmówił zgody na unieważnienie jego małżeństwa z Katarzyną Aragońską. Dokonał aktu supremacji – ustanawiając siebie jako ziemską głowę Kościoła w Anglii. Henryk VIII rozwiązał zakony, znacjonalizował dobra kościelne, zniósł przymusowy celibat duchownych. Wprowadził liturgię w języku angielskim oraz komunię pod dwiema postaciami.
Kalwinizm (ewangelicyzm reformowany) – 1536, jego twórcami byli między innymi Jan Kalwin i Huldrych Zwingli. U jego podstaw leżało przekonanie, że Bóg jednych obdarza łaską konieczną do zbawienia, drugich nie (teoria predestynacji). Proste, cnotliwe życie, powodzenie w życiu doczesnym, powaga, rezygnacja z przyjemności oddalających od Boga miały świadczyć o tym, iż Bóg predestynował dane osoby do zbawienia. Człowiek sam nie mógł osiągnąć zbawienia, mógł tylko sprawiać wrażenie, że taka jest boska wola. Gmina kalwińska ma charakter demokratyczny (starsi zboru, pastorzy).
Nowożytny antytrynitaryzm – 1562, jego twórcami byli m.in. Miguel Servet i Faust Socyn. Negował istnienie Trójcy Świętej oraz boskość Jezusa, jako sprzeczne z logiką oraz z przekazem biblijnym. Szczególną rolę w tym nurcie odegrali bracia polscy (tzw. arianie), którzy stworzyli filozofię religii i naukę społeczną, znacznie wyprzedzającą epokę.

## Geneza reformacji

### Przyczyny religijno-ideowe
Występujące w Kościele zachodnim poważne nadużycia i problemy wewnętrzne były przyczyną wystąpień wielu duchownych i uczonych, którzy krytykowali istniejący stan rzeczy (rozluźnienie dyscypliny kościelnej, symonię, powszechną ignorancję duchowieństwa, liczne przywileje stanu duchownego i Kościoła, wielorakie i często szkodliwe obciążenia na rzecz duchowieństwa i Kościoła etc.). Zwolennicy reform domagali się zmian, dotyczących głównie następujących rzeczy: przyjmowania komunii świętej w dwóch postaciach, zniesienia celibatu duchownych i rezygnacji Kościoła z posiadania majątku. Wołania o odnowę Kościoła rozlegały się już od XIII wieku, jednak kuria rzymska za wszelką cenę starała się utrzymać status quo i nie dopuszczać do wprowadzania zmian, które mogłyby znacznie uszczuplić prawa, przywileje i majątek Kościoła katolickiego oraz papiestwa. Narastające problemy prowadziły czasami do kryzysów, które czasami wybuchały z różną gwałtownością (schizmy, antypapieże, koncyliaryzm, husytyzm).
Jednolity i planowy nurt odnowy wewnątrz Kościoła widoczny był pod koniec XV wieku jedynie w Hiszpanii, gdzie kardynał Franciszek Jiménez de Cisneros (1436–1517) rozpoczął reformę Kościoła hiszpańskiego (wspieraną przez monarchię).
Wielokrotne wołania o sobór powszechny zaowocowały zwołaniem V Soboru laterańskiego (1511–1517), z którym wiązano nadzieje wprowadzenia koniecznych reform, jednak sobór ten po raz kolejny pokazał, że Kościół nie jest zdolny do samoodnowy ze względu na dążenie papiestwa do utrzymania zdobytej władzy i przywilejów (na Soborze tym Leon X uroczyście ponowił bullę Unam Sanctam dodając, że „nieposłuszeństwo papieżowi winno być karane śmiercią”).
Sytuację pogarszał fakt, że duchowieństwo stanowiło do 10% populacji w wielu miastach Europy Zachodniej. Podstawą bytowania duchowieństwa były opłaty za odprawiane msze. Zarówno przeciętny średniowieczny proboszcz, jak i ksiądz w miastach, byli słabo lub w ogóle niewykształceni. Każdy, kto chciał zostać kapłanem, uczył się najpotrzebniejszych rzeczy u proboszcza. Wykształcenie teologiczne na poziomie uniwersyteckim otrzymywali na ogół (a i to nie zawsze) jedynie kapłani zakonni. Kapłani w miastach nie byli żadnymi duszpasterzami, a jedynie kapłanami „mszalnymi”, a o zachowaniu przez nich celibatu nie mogło być mowy. Tak wielka liczba zakonów żebraczych oraz duchownych, którzy utrzymywani byli z datków, była obciążeniem dla społeczności lokalnych i powodowała liczne napięcia.
Renesans oraz głoszone przez humanistów hasło ad fontes (powrót do źródeł), zostały przyjęte przez reformatorów (począwszy od Marcina Lutra), którzy za jedyną normę wiary uznali Pismo Święte. Wystąpienie Lutra w 1517, które miało miejsce kilka miesięcy po zakończeniu V Soboru Laterańskiego, nastąpiło więc w okolicznościach sprzyjających szybkiemu rozwojowi reformacji.
Za początek reformacji przyjmuje się rozpowszechnienie tez Lutra dotyczących odpustów.

### Przyczyny polityczne
Ówczesna elita polityczna Niemiec widziała w Kościele głównie zagrażającą im siłę polityczną, a także ewentualne źródło bogactw. Luter szybko zyskał protektora w osobie elektora Saksonii Fryderyka III, potężnym wzmocnieniem dla reformacji była sekularyzacja zakonu krzyżackiego, którego elity wobec braku wsparcia Kościoła w konfliktach z Polską postanowiły wykorzystać ruch reformatorski do zrzucenia ciężaru życia zakonnego. Luter korzystając z ochrony władz świeckich i pouczony przykładem Jana Husa spalonego na stosie na soborze w Konstancji, mimo uzyskania wcześniej listu żelaznego konsekwentnie odmawiał poddania się władzy papieskiej.

## Tezy Lutra
Marcin Luter, augustiański mnich, nie zgadzał się z ideą sprzedaży odpustów, gdyż według niego zbawienie możliwe było wyłącznie dzięki łasce boskiej, a nie działaniom instytucji kościelnych. Efektem sprzeciwu Lutra było zawieszenie 31 października 1517 na drzwiach kościoła zamkowego w Wittenberdze 95 tez, w których nie zaatakował samego odpustu, lecz wyjaśniał jego znaczenie oraz istotę pokuty. Tezy zostały napisane w języku łacińskim. Mimo zabiegów Lutra początkowo niewielu zareagowało na jego postulaty, dopiero gdy rozesłał tezy swoim przyjaciołom, a ci postarali się upowszechnić je za pomocą druku, nastąpił odzew. Jako pierwsi zareagowali humaniści z Erazmem z Rotterdamu i Tomaszem Morusem na czele. Ten ostatni wystąpił przeciwko nowinkom Lutra. Rzym także zareagował, wytyczając Lutrowi proces o kacerstwo. Dochodzenie przeciwko Lutrowi zaowocowało bullą papieską Exsurge Domine, która jednak była pełna sprzeczności i dowodziła, że Rzym nie zadał sobie trudu rzetelnego zbadania sprawy. W bulli Leon X domagał się od Lutra odwołania swojej nauki i ukorzenia się przed Rzymem. Luter nie podporządkował się decyzjom papieża i spalił kopię bulli papieskiej przy udziale studentów i publiczności. W odpowiedzi na to w dniu 3 stycznia 1521 Leon X bullą Docet pontificem Romanum wyklął Marcina Lutra. Reformator jednak nie spłonął na stosie, miał bowiem potężnego protektora w osobie elektora saskiego, księcia Fryderyka Mądrego. Decyzją sejmu wormackiego skazano jednak Lutra na banicję, a jako taki został on wyjęty spod prawa, nikt nie mógł udzielić mu schronienia, ale każdy mógł bezkarnie zabić. W celu chronienia Lutra upozorowano jego porwanie i umieszczono w bezpiecznym miejscu.

## Inni reformatorzy
W ślady Marcina Lutra poszli inni reformatorzy, np. Jan Kalwin we Francji. Idee reformacji, ujęte w sposób najbardziej radykalny i uzupełnione programem rewolucji społecznej, szerzyli anabaptyści i przywódcy chłopscy, jak Thomas Müntzer. W dalszych etapach rozwój reformacji kształtowany był przez uroczysty protest – stąd zdaje się wywodzić nazwa ruchu – jak ten wyrażony przez protestancką mniejszość religijną na sejmie w Spirze w 1529, kiedy to postanowiono wstrzymać się od wykonania edyktu wormackiego aż do czasu zwołania soboru powszechnego. Jednak już trzy lata później na sejmie w tym samym mieście zabroniono nauk reformacyjnych. Istotne z punktu widzenia reformacji były sformułowanie przez Filipa Melanchtona – przyjaciela Lutra – pierwszego protestanckiego wyznania wiary, zwanego Confessio Augustana (Wyznanie augsburskie) w 1530 i zawarcie w 1555 pokoju religijnego w Augsburgu, uznającego prawnie podział wyznaniowy Niemiec według zasady Cuius regio, eius religio (czyja ziemia, tego religia). Zasada wyboru religii nie obejmowała zatem niższych grup społecznych, te musiały się podporządkować władcom. Z Niemiec ruch reformacyjny przeniknął do innych krajów Europy, m.in. do krajów skandynawskich, gdzie luteranizm stał się religią panującą, Francji, Czech, Polski i na Węgry. Kalwinizm, rozwijający się w Szwajcarii obok doktryny Zwingliego, oddziaływał w znacznej mierze na Francję – stronnictwo to nazywano hugenotami, a także miał znaczący wpływ na wskrzeszenie antytrynitaryzmu. Osobny nurt reformacji – anglikanizm – powstał w Anglii w 1534, gdy król Henryk VIII, na skutek nieuznania przez papieża jego kolejnego małżeństwa – tym razem z Anną Boleyn, uzyskawszy zgodę parlamentu, zerwał z Rzymem i stanął na czele niezależnego od papiestwa Kościoła w Anglii.

## Reformacja w Polsce
Reformacja w Rzeczypospolitej pojawiła się od lat 20. XVI wieku, jednak jej wpływ od początku ograniczał się tylko do wyższych i średnich warstw społecznych, głównie w miastach zachodniej i północnej Polski, na Sandomierszczyźnie, Lubelszczyźnie i na Żmudzi. Polska reformacja od początku cierpiała na brak funduszy, koniecznych do rozwoju. Pozycja Kościoła katolickiego nigdy nie była poważnie zagrożona, co ułatwiło działania kontrreformacji i szybką eliminację reformacji, jako liczącego się nurtu już w połowie XVII wieku. Tym niemniej reformacja przyczyniła się do rozkwitu literatury w języku polskim, a ruch braci polskich stworzył wiele wybitnych dzieł z dziedzin filozofii religii i nauk społecznych.

## Wpływ reformacji na cywilizację europejską
Wpływ reformacji na cywilizację europejską jest znaczny, zważywszy że ten nurt religijny jest stosunkowo młody. Już na samym początku istnienia reformacja wpłynęła na kulturę europejską, przyczyniając się do jej rozwoju. Luter przetłumaczył Biblię na język niemiecki, i wprowadził to tłumaczenie do liturgii, za czym poszło wiele innych przekładów Pisma Świętego na języki narodowe. Zarówno niemieckie tłumaczenia Biblii, jak i prace Lutra i pozostałych reformatorów, przyczyniły się do wzrostu liczby drukarni i wysokości nakładów, gdyż niedawno wynaleziony druk był jedną z najskuteczniejszych metod propagowania założeń i idei reformacji. Wiązał się z tym gwałtowny rozwój zmonopolizowanego do tej pory przez kościół papieski szkolnictwa – od poziomu podstawowego, na uniwersyteckim kończąc. Duże zasługi na tym polu ma wspomniany już Melanchton, który zreorganizował niemiecką edukację w oparciu o zasady pedagogiki humanistycznej.
Reformacja przyczyniła się znacznie do rozkwitu kultur narodowych, a zwłaszcza literatury, która coraz częściej publikowana była w językach narodowych, co można zauważyć w działalności wydawniczej braci polskich.
Równie istotny wpływ wywarła reformacja na stosunki gospodarczo-społeczne w Europie. Tu szczególną rolę niektórzy badacze (Max Weber) przypisują kalwinizmowi, zwłaszcza w dziedzinie rozwoju stosunków wczesnokapitalistycznych, a także i republikańskich teorii źródeł władzy. W doktrynie kalwińskiej nie było już potępienia dla pobierania procentów od pożyczek, dotychczas uznawanego za lichwiarstwo. Podkreślano w niej też rolę pracowitości, a powodzenie materialne na ziemi było traktowane jako zwiastun zbawienia. Również bardziej demokratyczna organizacja kościoła kalwińskiego sprzyjała pozyskiwaniu zwolenników – szlachty i magnaterii, co przy malejących uprawnieniach monarchy, choć ciągle jeszcze silnych w niektórych państwach, postępującym powoli rozdziale władz, uniezależnianiu się do pewnego stopnia od monarchów i zwiększających się swobodach osobistych tworzyło bazę do rozwoju społeczno-gospodarczego, gdyż szlachta i magnateria stanowiły zalążki późniejszych przemysłowców. Z drugiej strony wobec faktycznego podporządkowania kościoła władzy świeckiej, stała się ona ostateczną instancją wyznaczającą normy moralne, co otwierało drogę absolutyzmowi. Konfiskując dobra Kościoła katolickiego, państwo przejmowało też obowiązek kontynuowania jego charytatywnej działalności. Luter dobitnie sformułował program opieki społecznej państwa nad sierotami, wdowami, kalekami i chorymi. Jednakże zadanie to było przez państwa protestanckie zaniedbywane. Problem wrócił dopiero po stu latach, w programie tak zwanej drugiej reformacji, którą był ruch pietyzmu.
Reformacja odrzucając władzę papieża odrzuciła doktryny uniwersalistyczne, wspomagając tym samym tworzenie się państw narodowych. Przyczyniła się do tego także innymi drogami, podnosząc rangę języków narodowych. Z drugiej strony, wprowadzanie nowych języków liturgii wiązało się często z dyskryminacją mniejszości językowych. W Anglii na tym tle wybuchła tzw. rebelia modlitewników.
Reformacja ożywczo wpłynęła również na Kościół katolicki, zmuszając go do przeprowadzenia reform nazywanych kontrreformacją. Zwołany w tym celu sobór trydencki zwrócił szczególną uwagę na podniesienie kwalifikacji kleru – w sferze edukacji, ale także moralności. Biskupi musieli od tego czasu przebywać w swych diecezjach i wizytować kler na swoim terenie. Papież zdecydował się nawet na wygnanie ponad stu biskupów, którzy opuścili swe diecezje bez specjalnych powodów oraz tysięcy mnichów – zakonników włóczących się po Rzymie poza macierzystymi klasztorami. Nie było litości nawet dla niemoralnych kardynałów i krewniaków papieża, jeśli udowodniono im gorszący tryb życia. Zostali przepędzeni również: wszystkie prostytutki, sutenerzy, komedianci i błaźni. W celu kształcenia kleru powstawały seminaria duchowne. Dogmatycznie reformacja w kościele rzymskim nie zmieniła nic, poza tym, że katolicyzm przejął sposoby skutecznego oddziaływania na wiernych np. poprzez drukowanie literatury teologicznej.
Reformacja była przyczyną licznych wojen religijnych z wojną trzydziestoletnią na czele. W ich wyniku w większej części Europy przyjęto zasadę Cuius regio, eius religio (czyja władza, tego religia), oznaczającą, że władca decydował o wyznaniu swoich poddanych. W nielicznych krajach (np. Rzeczpospolita Obojga Narodów) reakcją na reformację był wzrost znaczenia idei tolerancji. Upadek autorytetu Kościoła spowodowany przez reformację przyczynił się w późniejszych wiekach do sukcesów takich prądów umysłowych jak racjonalizm, czy oświecenie.